# IC 2284
IC 2284 ist ein Stern im Sternbild Cancer. Das Objekt wurde am 13. Februar 1901 von Max Wolf entdeckt und fälschlicherweise in den Index-Katalog aufgenommen.